# Trubetskoy
Trubetskoy — білоруський рок-гурт, що виник на основі колективу Ляпис Трубецкой після того, як його вокаліст Сергій Міхалок створив окремий проєкт Brutto. Грає у жанрах панк і альтернативний рок. Разом із новими піснями колектив виконує більшість пісень «Ляпісів» у власній обробці (за винятком «Воины света», «Капитал», «Я верю» і ще кількох, виняткові права на які залишив за собою Сергій Міхалок). За словами Павла Булатникова, презентацію дебютного альбому заплановано на весну 2015 року.

## Учасники
- Павло Булатніков — вокал
- Руслан Владико — гітара, клавішні
- Олександр Мишкевич — бас-гітара
- Олександр Сторожук — ударні

## Колишні учасники
- Павло Третяк — гітара, бек-вокал. Зараз грає в гурті Brutto.